# Lundia
Lundia é um género botânico pertencente à família Bignoniaceae.

## Sinonímia
Craterocoma, Exsertanthera, Phoenicocissus

### Espécies
Apresenta 38 espécies:
Lundia acuminata Lundia chica Lundia colombiana
Lundia cordata Lundia corymbifera Lundia damazii
Lundia densiflora Lundia dicheilocalyx Lundia duseniana
Lundia errabunda Lundia errabundia Lundia erionema
Lundia gardneri Lundia glabra Lundia glazioviana
Lundia hebantha Lundia helicocalyx Lundia heterocalyx
Lundia intermedia Lundia longa Lundia mangiferoides
Lundia monacantha Lundia multiflora Lundia nitidula
Lundia obliqua Lundia pauciflora Lundia phaseolifolia
Lundia puberula Lundia pubescens Lundia rubicunda
Lundia schomburgkii Lundia schumanniana Lundia spruceana
Lundia stricta Lundia truncata Lundia umbrosa
Lundia valenzuelae Lundia virginalis